# Powiat Kwidzyński
Der Powiat Kwidzyński ist ein Powiat (Kreis) in der polnischen Woiwodschaft Pommern. Der Powiat hat eine Fläche von 835 km², auf der etwa 83.000 Einwohner leben. Er ist nicht flächenidentisch mit dem früheren Landkreis Marienwerder.

## Städte und Gemeinden
Der Powiat umfasst sechs Gemeinden.
Stadtgemeinde:
- Kwidzyn (Marienwerder)

Stadt-und-Land-Gemeinde:
- Prabuty (Riesenburg)

Landgemeinden:
- Gardeja (Garnsee)
- Kwidzyn
- Ryjewo (Rehhof)
- Sadlinki (Sedlinen)

## Nachbarlandkreise
|                          | Powiat Sztumski Stuhm                       |                              |
| Powiat Tczewski Dirschau | Kompassrose, die auf Nachbargemeinden zeigt | Powiat Iławski Deutsch Eylau |
| Powiat Świecki Schwetz   | Powiat Grudziądzki Graudenz                 |                              |

## Partnerschaften
Seit April 2006 besteht eine Partnerschaft mit dem deutschen Landkreis Osterholz. Beide Kreise haben über das EU-Projekt „Baltic Rural Broadband“ Verbindung aufgenommen, das sich mit dem Ausbau der Breitbandtechnologie im ländlichen Raum befasst. 